# Hypoxystis sylvanaria
Hypoxystis sylvanaria är en fjärilsart som beskrevs av Herrich-Schäffer 1842. Hypoxystis sylvanaria ingår i släktet Hypoxystis och familjen mätare. Inga underarter finns listade i Catalogue of Life.